# بوربور (أرومية)
بوربور هي قرية في مقاطعة أرومية، إيران. عدد سكان هذه القرية هو 133 في سنة 2006.